# واشینگتن ولی (نیوجرسی)
واشینگتن ولی (به انگلیسی: Washington Valley) یک منطقهٔ مسکونی در ایالات متحده آمریکا است که در موریس، نیوجرسی واقع شده است. واشینگتن ولی ۱۱۳٫۰۸ متر بالاتر از سطح دریا قرار دارد.